# Rezerwat przyrody Kruszyn
Rezerwat przyrody Kruszyn – rezerwat leśny o powierzchni 72,75 ha, położony w województwie kujawsko-pomorskim, powiecie bydgoskim, gminie Sicienko.
Celem ochrony rezerwatu jest zachowanie zboczy pradoliny Noteci z fragmentami typowo wykształconych grądów zboczowych.
Obszar rezerwatu podlega ochronie ścisłej (65,71 ha) i czynnej (7,01 ha).

## Lokalizacja
Pod względem fizycznogeograficznym rezerwat znajduje się w mikroregionie Zbocze Kruszyńskie (314.723), na styku mezoregionów: Pojezierze Krajeńskie i Kotlina Toruńska. Zajmuje on strome północne zbocza Pradoliny Toruńsko-Eberswaldzkiej.
Znajduje się ok. 1 km na południe od drogi krajowej nr 10, między miejscowościami Minikowo, Strzelewo i Zielonczyn.
Rezerwat jest położony w obrębie korytarza ekologicznego włączonego do sieci Natura 2000: specjalnego obszaru ochrony siedlisk „Dolina Noteci” PLH300004.

## Charakterystyka
Rezerwat chroni fragment lasów liściastych o naturalnym charakterze, głównie grądowych, choć w obniżeniach terenu występuje także łęg olszowo-jesionowy oraz ols. Z uwagi na położenie na malowniczym zboczu pradoliny Noteci, ma charakter zarówno leśny, jak krajobrazowy.
W drzewostanie występują głównie: dęby, graby, lipy, brzozy, jesiony, klony i sosny, z domieszką świerka pospolitego, dębu czerwonego, modrzewia europejskiego, olszy czarnej, topoli osiki i kasztanowca. W warstwie krzewów występują najczęściej: trzmielina pospolita i leszczyna. Charakterystycznym rysem rezerwatu jest bogate stanowisko jarzmianki większej. Występują tu pomnikowe okazy dębów szypułkowych.

## Szlak rezerwatów
Wzdłuż Pradoliny Toruńsko-Eberswaldzkiej, a zwłaszcza jej północnej krawędzi, między Bydgoszczą a Wyrzyskiem, znajduje się ciąg rezerwatów nadnoteckich. Począwszy od Bydgoszczy, można zwiedzić następujące rezerwaty:
1. Kruszyn,
2. Hedera (florystyczny),
3. Las Minikowski (leśny),
4. Łąki Ślesińskie (florystyczny),
5. Skarpy Ślesińskie (florystyczny).
6. Borek (leśny),
7. Zielona Góra (leśny).